# هرولد راسن
هرولد راسن (انگلیسی: Harold Rosson؛ ۶ آوریل ۱۸۹۵ – ۶ سپتامبر ۱۹۸۸) یک مدیر فیلم‌برداری اهل ایالات متحده آمریکا بود.

## گزیده فیلمشناسی
از فیلم‌هایی که وی در آن‌ها نقش داشته‌است، می‌توان به آثار زیر اشاره نمود.
- منهتن (فیلم ۱۹۲۴) (۱۹۲۴)
- جنتلمنی از پاریس (فیلم ۱۹۲۷) (۱۹۲۷)
- فریاد دوردست (۱۹۲۹)
- گل ساعت (فیلم ۱۹۳۰) (۱۹۳۰)
- پسر هند (فیلم ۱۹۳۱) (۱۹۳۱)
- تارزان مرد گوریلی (فیلم ۱۹۳۲) (۱۹۳۲)
- جزیره گنج (فیلم ۱۹۳۴) (۱۹۳۴)
- هر طور شما دوست دارید (فیلم ۱۹۳۶) (۱۹۳۶)
- ناخداهای دلیر (فیلم ۱۹۳۷) (۱۹۳۷)
- یک یانکی در آکسفورد (۱۹۳۸)
- جادوگر شهر از (فیلم ۱۹۳۹) (۱۹۳۹)
- این زن را به چنگ می‌آورم (فیلم ۱۹۴۰) (۱۹۴۰)
- تورتیلا فلت (فیلم) (۱۹۴۲)
- تنسی جانسون (۱۹۴۲)
- سی ثانیه بر فراز توکیو (۱۹۴۴)
- جدال در آفتاب (۱۹۴۶)
- دوره‌گردها (۱۹۴۷)
- بازگشت به خانه (فیلم ۱۹۴۸) (۱۹۴۸)
- در جستجوی تفریحات شهری (۱۹۴۹)
- جنگل آسفالت (فیلم) (۱۹۵۰)
- راضی کردن یک خانم (۱۹۵۰)
- نشان سرخ دلیری (فیلم) (۱۹۵۱)
- عشق همیشه بهتر است (۱۹۵۲)
- آواز در باران (۱۹۵۲)
- داستان سه عشق (۱۹۵۳)
- اولیس (فیلم ۱۹۵۴) (۱۹۵۴)
- بلوز پیت کلی (فیلم) (۱۹۵۵)
- بدذات (فیلم ۱۹۵۶) (۱۹۵۶)
- ال دورادو (فیلم ۱۹۶۶) (۱۹۶۶)